# Wyka leśna
Wyka leśna (Vicia sylvatica L.) – gatunek byliny z rodziny bobowatych. Występuje w Europie i zachodniej Azji. W Polsce częsta jest na północy i południu kraju, rzadsza w pasie środkowym. W górach sięga aż do regla górnego.

## Morfologia

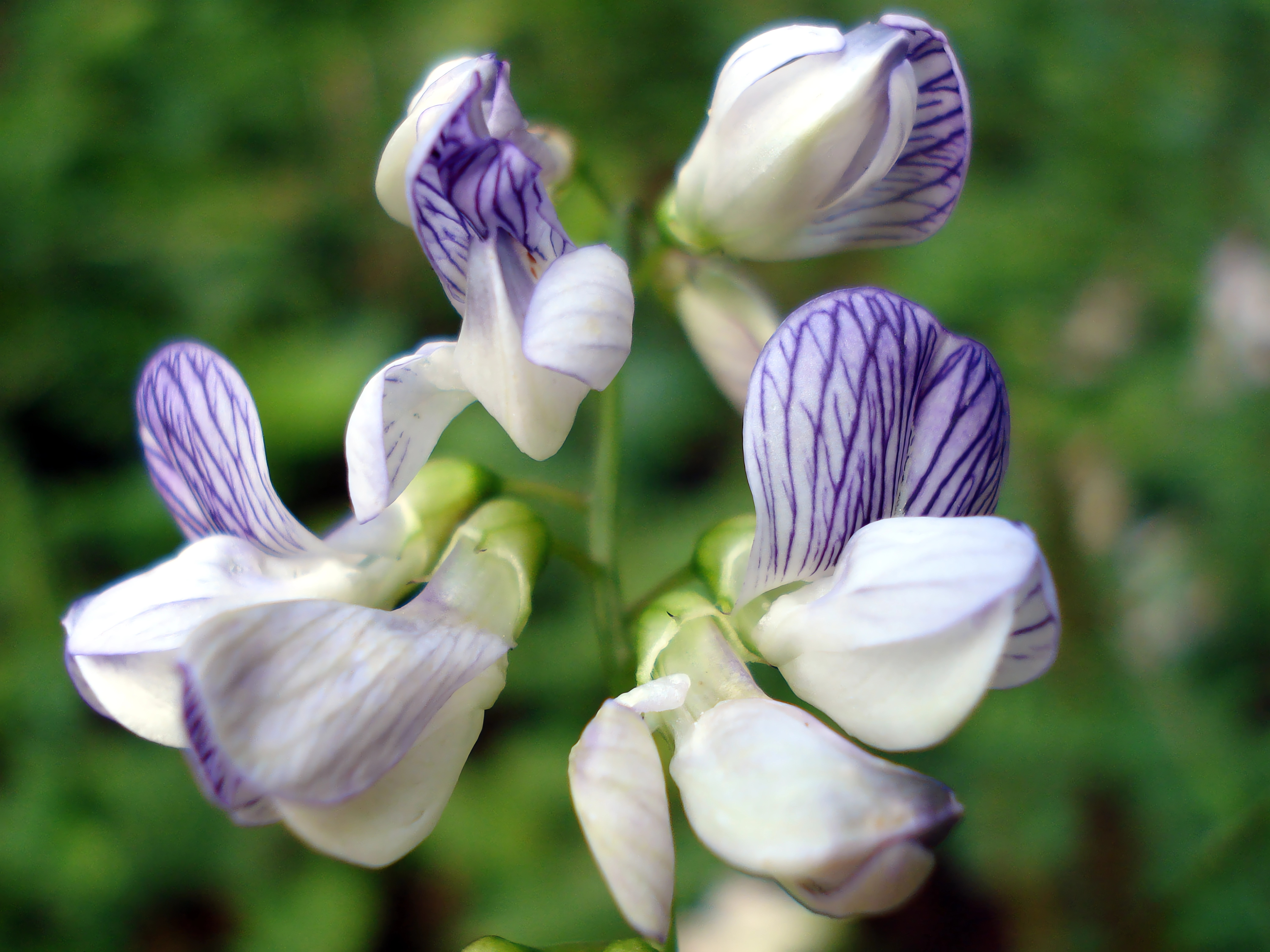
Kwiaty

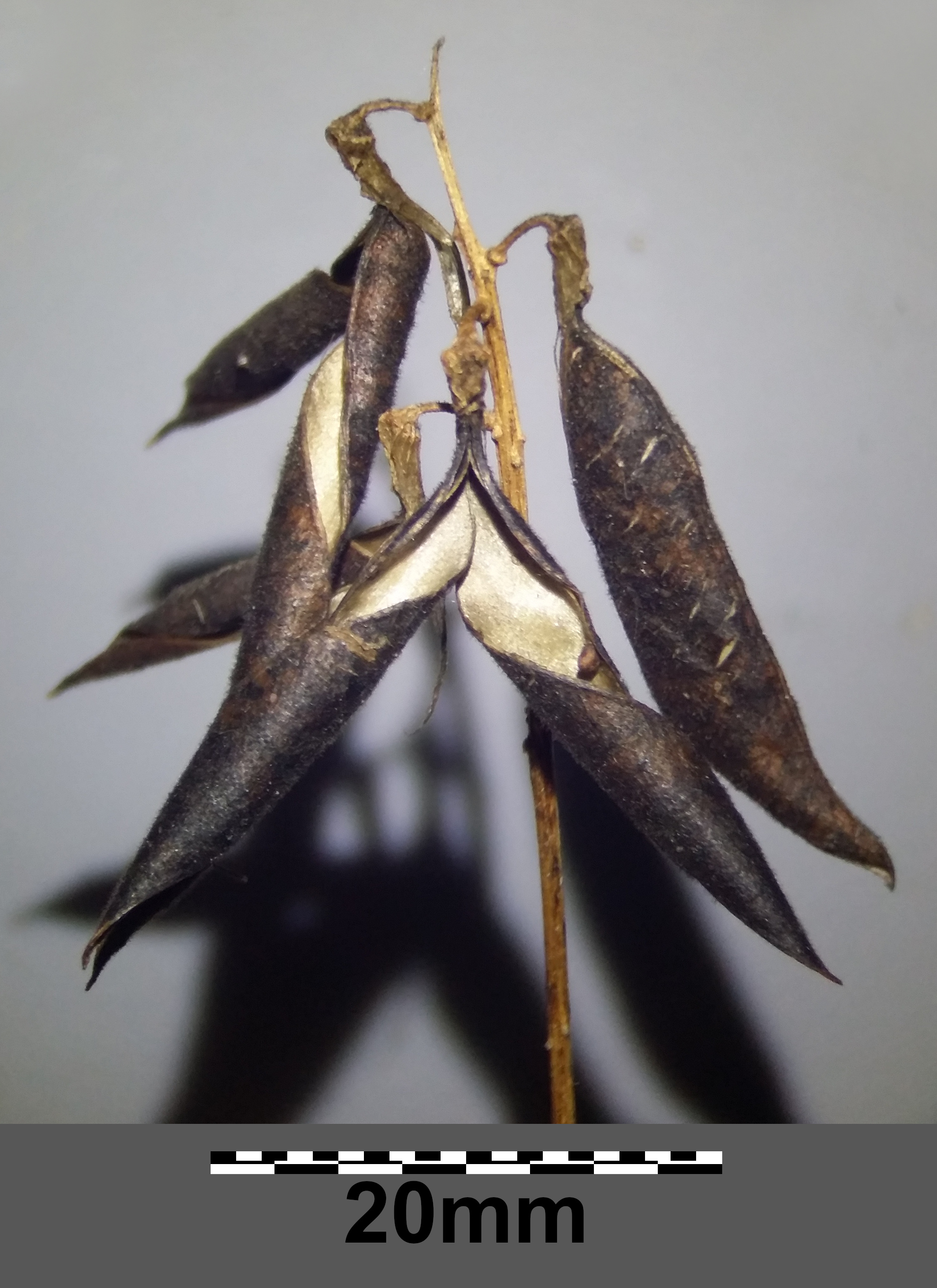
Owoce

ŁodygaKanciasta, od dołu rozgałęziona, pnąca się bądź rozesłana, naga, o wysokości 50–200 cm.
LiścieParzystopierzaste, o długości do 10 cm złożone z 6–10 par listków i zakończone wąsem. Listki o długości od 7 do 20 mm i szerokości od 4 do 11 mm, barwy żywozielonej, delikatnie kropkowane na biało, cienkie. Przylistki kształtu nerkowatego.
KwiatyKwiatostany w postacie jednostronnego grona, wzniesione, luźne, 9–20 kwiatowe, dłuższe od liście wspierających. Kwiaty motylkowe o długości od 13 do 17 mm, na szypułkach długości od 2 do 5 mm, zwisające. Kielich barwy jasnozielonej, w górze często nabiegły brunatno, dzwonkowaty. Korona biaława, żyłkowana purpurowoniebiesko.
OwoceCzarniawobrunatny, gładki strąk o długości do 3,5 cm, zawierający od 1 do 3 nasion.

## Siedlisko
Występuje na glebach świeżych, żyznych i średnio żyznych, o odczynach od lekko kwaśnego do zasadowego. Spotykana w grądach i buczynach, a także w zbiorowiskach okrajkowych, w porębach, na polanach śródleśnych itp.